# United Cup 2024
La United Cup 2024 fou la segona edició de la United Cup, una competició de tennis mixta disputada sobre pista dura exterior, pertanyent als circuits ATP masculí i WTA femení. Es va disputar entre el 29 de desembre de 2023 i el 7 de gener de 2024 en el RAC Arena de Perth i el Ken Rosewall Arena de Sydney, totes dues ciutats d'Austràlia. Aquest torneig va obrir la temporada 2024 de tennis.
L'equip alemany va guanyar el primer títol del seu palmarès en aquesta competició després de superar l'equip polonès en la final.

## Format
Ambdues ciutats (Perth i Sydney) són amfitriones de tres grups de tres països que es disputen la primera plaça en format round robin durant la primera setmana del torneig. En aquesta fase es disputen tres partits per eliminatòria, un partit individual masculí, un individual femení, i un partit de dobles mixts.
Els tres equips guanyadors de cada ciutat i el segon millor dels tres grups es classifiquen per disputar els quarts de final, encara en la mateixa seu. Els dos equips guanyadors de cada ciutat es classifiquen per semifinals. Entre les rondes de quarts de finals i semifinals hi ha un dia de descans perquè els diversos països viatgin a Sydney, on es celebra la fase final.

## Qualificació
En total hi participen 18 equips nacionals classificats segons el següent barem:
- 6 equips segons el rànquing ATP del seu millor tennista individual.
- 6 equips segons el rànquing WTA de la seva millor tennista individual.
- 6 equips segons la combinació dels millors tennistes dels rànquings ATP i WTA.

Austràlia té plaça reservada per ser el país amfitrió del torneig a partir de la combinació del rànquing combinat si no s'hi classifica per si mateixa.
Els equips estan formats per tres tennistes de cada circuit. Els caps de sèrie es basen en la combinació dels rànquings individuals del millor tennista ATP i WTA.

## Participants
| CS | País            | Criteri | Número 1 ATP                | Número 1 ATP | Número 1 WTA        | Número 1 WTA | Número 2 ATP            | Número 2 WTA           | Dobles ATP             | Dobles WTA                 | Capità                 |
| CS | País            | Criteri | Tennista                    | Rq.          | Tennista            | Rq.          | Número 2 ATP            | Número 2 WTA           | Dobles ATP             | Dobles WTA                 | Capità                 |
| -- | --------------- | ------- | --------------------------- | ------------ | ------------------- | ------------ | ----------------------- | ---------------------- | ---------------------- | -------------------------- | ---------------------- |
| 1  | Polònia         | WTA 1   | Hubert Hurkacz              | 9            | Iga Świątek         | 1            | Daniel Michalski        | Katarzyna Kawa         | Jan Zieliński          | Katarzyna Piter            | Tomasz Wiktorowski     |
| 2  | Grècia          | WTA 3   | Stéfanos Tsitsipàs          | 6            | Maria Sakkari       | 9            | Michail Pervolarakis    | Stéfanos Sakel·laridis | Despina Papamichail    | Valentini Grammatikopoulou | Petros Tsitsipàs       |
| 3  | Estats Units    | WTA 2   | Taylor Fritz                | 10           | Jessica Pegula      | 5            | Denis Kudla             | Alycia Parks           | Rajeev Ram             | Desirae Krawczyk           | David Witt             |
| 4  | França          | WTA 5   | Adrian Mannarino            | 22           | Caroline Garcia     | 20           | Antoine Escoffier       | Amandine Hesse         | Édouard Roger-Vasselin | Elixane Lechemia           | Édouard Roger-Vasselin |
| 5  | Txèquia         | WTA 4   | Jiří Lehečka                | 31           | Markéta Vondroušová | 7            | Vít Kopřiva             | Sára Bejlek            | Petr Nouza             | Miriam Kolodziejová        | David Škoch            |
| 6  | Croàcia         | Comb 1  | Borna Ćorić                 | 26           | Donna Vekić         | 23           | Nino Serdarušić         | Petra Marčinko         | Ivan Dodig             | Tena Lukas                 | Iva Majoli             |
| 7  | Canadà          | ATP 5   | Félix Auger-Aliassime       | 29           | Leylah Fernandez    | 35           | Alexis Galarneau        | Stacey Fung            | Adil Shamasdin         | —                          | Adil Shamasdin         |
| 8  | Regne Unit      | Comb 2  | Cameron Norrie              | 18           | Katie Boulter       | 56           | Dan Evans               | Francesca Jones        | Neal Skupski           | Maia Lumsden               | Colin Beecher          |
| 9  | R.P. de la Xina | Comb 3  | Zhizhen Zhang               | 58           | Qinwen Zheng        | 15           | Yunchaokete Bu          | Xiaodi You             | Fajing Sun             | —                          | Di Wu                  |
| 10 | Països Baixos   | Comb 4  | Tallon Griekspoor           | 23           | Arantxa Rus         | 51           | Thiemo de Bakker        | Arianne Hartono        | Wesley Koolhof         | Demi Schuurs               | Wesley Koolhof         |
| 11 | Espanya         | Comb 5  | Alejandro Davidovich Fokina | 26           | Sara Sorribes Tormo | 48           | Roberto Carballés Baena | Marina Bassols Ribera  | David Vega Hernández   | Rosa Vicens Mas            | Jorge Aguirre          |
| 12 | Itàlia          | Comb 6  | Lorenzo Sonego              | 46           | Jasmine Paolini     | 30           | Flavio Cobolli          | Nuria Brancaccio       | Andrea Pellegrino      | Angelica Moratelli         | Renzo Furlan           |
| 13 | Sèrbia          | ATP 1   | Novak Đoković               | 1            | Olga Danilović      | 119          | Hamad Medjedovic        | Natalija Stevanović    | Nikola Ćaćić           | Dejana Radanović           | Viktor Troicki         |
| 14 | Noruega         | ATP 2   | Casper Ruud                 | 11           | Malene Helgø        | 542          | Andreja Petrovic        | Ulrikke Eikeri         | —                      | —                          | Christian Ruud         |
| 15 | Austràlia       | ATP 4   | Alex de Minaur              | 12           | Ajla Tomljanović    | 33RP(291)    | John Millman            | Storm Hunter           | Matthew Ebden          | Ellen Perez                | Lleyton Hewitt         |
| 16 | Alemanya        | ATP 3   | Alexander Zverev            | 7            | Angelique Kerber    | 31RP(SR)     | Maximilian Marterer     | Tatjana Maria          | Kai Wehnelt            | Laura Siegemund            | Torben Beltz           |
| 17 | Brasil          | WTA 6   | Thiago Seyboth Wild         | 79           | Beatriz Haddad Maia | 11           | Felipe Meligeni Alves   | Carolina Alves         | Marcelo Melo           | —                          | Rafael Paciaroni       |
| 18 | Xile            | ATP 6   | Nicolás Jarry               | 19           | Daniela Seguel      | 668          | Tomás Barrios Vera      | Fernanda Labraña       | Gonzalo Lama           | —                          | Jaime Fillol           |

- Rànquings a data de 18 de desembre de 2023.
- RP: rànquing protegit

## Fase de grups

### Resum
| Grup | Primer    | Primer | Primer | Primer | Segon           | Segon | Segon | Segon | Tercer        | Tercer | Tercer | Tercer |
| Grup | País      | E      | P      | S      | País            | E     | P     | S     | País          | E      | P      | S      |
| ---- | --------- | ------ | ------ | ------ | --------------- | ----- | ----- | ----- | ------------- | ------ | ------ | ------ |
| A    | Polònia   | 2−0    | 5−1    | 11−3   | Espanya         | 1−1   | 3−3   | 6−7   | Brasil        | 0−2    | 1−5    | 3−10   |
| B    | Grècia    | 1−1    | 4−2    | 10−4   | Xile            | 1−1   | 3−3   | 7−8   | Canadà        | 1−1    | 2−4    | 4−9    |
| C    | Austràlia | 1−1    | 3−3    | 7−6    | Estats Units    | 1−1   | 3−3   | 7−7   | Regne Unit    | 1−1    | 3−3    | 6−7    |
| D    | França    | 2−0    | 5−1    | 11−50  | Alemanya        | 1−1   | 3−3   | 8−8   | Itàlia        | 0−2    | 1−5    | 4−10   |
| E    | Sèrbia    | 2−0    | 4−2    | 9−7    | R.P. de la Xina | 1−1   | 4−2   | 9−6   | Txèquia       | 0−2    | 1−5    | 6−11   |
| F    | Noruega   | 1−1    | 3−3    | 7−7    | Croàcia         | 1−1   | 3−3   | 7−7   | Països Baixos | 1−1    | 3−3    | 7−7    |

### Grup A

#### Classificació
| CS | País    | Polònia | Espanya | Brasil | Punts | Partits | Sets   | Pos. |
| 1  | Polònia |         | 2−1     | 3−0    | 2 − 0 | 5 − 1   | 11 − 3 | 1    |
| 11 | Espanya | 1−2     |         | 2−1    | 1 − 1 | 3 − 3   | 6 − 7  | 2    |
| 17 | Brasil  | 0−3     | 1−2     |        | 0 − 2 | 1 − 5   | 3 − 10 | 3    |

#### Espanya vs. Brasil
| · Espanya · 2 | RAC Arena, Perth, Austràlia 29 de desembre de 2023 Dura interior | RAC Arena, Perth, Austràlia 29 de desembre de 2023 Dura interior                     | · Brasil · 1 |     |   |  |
| \| \| \| \| 1 \| 2 \| 3 \| \| \| - \| ---------------- \| ------------------------------------------------------------------------------------ \| ---- \| --- \| - \| \| \| 1 \| Espanya · Brasil \| Alejandro Davidovich Fokina Thiago Seyboth Wild \| 6 4 \| 6 0 \| \| \| \| 2 \| Espanya · Brasil \| Sara Sorribes Tormo Beatriz Haddad Maia \| 61 7 \| 2 6 \| \| \| \| 3 \| Espanya · Brasil \| Sara Sorribes Tormo / Alejandro Davidovich Fokina Beatriz Haddad Maia / Marcelo Melo \| 6 4 \| 7 5 \| \| \| |                                                                  |                                                                                      |              |     |   |  |
| |                                                                  |                                                                                      | 1            | 2   | 3 |  |
| 1 | Espanya · Brasil                                                 | Alejandro Davidovich Fokina Thiago Seyboth Wild                                      | 6 4          | 6 0 |   |  |
| 2 | Espanya · Brasil                                                 | Sara Sorribes Tormo Beatriz Haddad Maia                                              | 61 7         | 2 6 |   |  |
| 3 | Espanya · Brasil                                                 | Sara Sorribes Tormo / Alejandro Davidovich Fokina Beatriz Haddad Maia / Marcelo Melo | 6 4          | 7 5 |   |  |

#### Polònia vs. Brasil
| · Polònia · 3 | RAC Arena, Perth, Austràlia 30 de desembre de 2023 Dura interior | RAC Arena, Perth, Austràlia 30 de desembre de 2023 Dura interior | · Brasil · 0 |     |     |  |
| \| \| \| \| 1 \| 2 \| 3 \| \| \| - \| ---------------- \| --------------------------------------------------------------- \| ---- \| --- \| --- \| \| \| 1 \| Polònia · Brasil \| Iga Świątek Beatriz Haddad Maia \| 6 2 \| 6 2 \| \| \| \| 2 \| Polònia · Brasil \| Hubert Hurkacz Thiago Seyboth Wild \| 64 7 \| 6 2 \| 6 3 \| \| \| 3 \| Polònia · Brasil \| Iga Świątek / Hubert Hurkacz Beatriz Haddad Maia / Marcelo Melo \| 6 4 \| 6 3 \| \| \| |                                                                  |                                                                  |              |     |     |  |
| |                                                                  |                                                                  | 1            | 2   | 3   |  |
| 1 | Polònia · Brasil                                                 | Iga Świątek Beatriz Haddad Maia                                  | 6 2          | 6 2 |     |  |
| 2 | Polònia · Brasil                                                 | Hubert Hurkacz Thiago Seyboth Wild                               | 64 7         | 6 2 | 6 3 |  |
| 3 | Polònia · Brasil                                                 | Iga Świątek / Hubert Hurkacz Beatriz Haddad Maia / Marcelo Melo  | 6 4          | 6 3 |     |  |

#### Polònia vs. Espanya
| · Polònia · 2 | RAC Arena, Perth, Austràlia 1 de gener de 2024 Dura interior | RAC Arena, Perth, Austràlia 1 de gener de 2024 Dura interior                   | · Espanya · 1 |     |     |  |
| \| \| \| \| 1 \| 2 \| 3 \| \| \| - \| ----------------- \| ------------------------------------------------------------------------------ \| --- \| --- \| --- \| \| \| 1 \| Polònia · Espanya \| Hubert Hurkacz Alejandro Davidovich Fokina \| 6 3 \| 3 6 \| 4 6 \| \| \| 2 \| Polònia · Espanya \| Iga Świątek Sara Sorribes Tormo \| 6 2 \| 6 1 \| \| \| \| 3 \| Polònia · Espanya \| Iga Świątek / Hubert Hurkacz Sara Sorribes Tormo / Alejandro Davidovich Fokina \| 6 0 \| 6 0 \| \| \| |                                                              |                                                                                |               |     |     |  |
| |                                                              |                                                                                | 1             | 2   | 3   |  |
| 1 | Polònia · Espanya                                            | Hubert Hurkacz Alejandro Davidovich Fokina                                     | 6 3           | 3 6 | 4 6 |  |
| 2 | Polònia · Espanya                                            | Iga Świątek Sara Sorribes Tormo                                                | 6 2           | 6 1 |     |  |
| 3 | Polònia · Espanya                                            | Iga Świątek / Hubert Hurkacz Sara Sorribes Tormo / Alejandro Davidovich Fokina | 6 0           | 6 0 |     |  |

### Grup B

#### Classificació
| CS | País   | Grècia | Canadà | Xile | Punts | Partits | Sets   | Pos. |
| 2  | Grècia |        | 3−0    | 1−2  | 1 − 1 | 4 − 2   | 10 − 4 | 1    |
| 7  | Canadà | 0−3    |        | 2−1  | 1 − 1 | 2 − 4   | 4 − 9  | 3    |
| 18 | Xile   | 2−1    | 1−2    |      | 1 − 1 | 3 − 3   | 7 − 8  | 2    |

#### Canadà vs. Xile
| · Canadà · 2 | Ken Rosewall Arena, Sydney, Austràlia 31 de desembre de 2023 Dura interior | Ken Rosewall Arena, Sydney, Austràlia 31 de desembre de 2023 Dura interior | · Xile · 1 |     |          |  |
| \| \| \| \| 1 \| 2 \| 3 \| \| \| - \| ------------- \| ------------------------------------------------------------------ \| --- \| --- \| -------- \| \| \| 1 \| Canadà · Xile \| Leylah Fernandez Daniela Seguel \| 6 2 \| 6 3 \| \| \| \| 2 \| Canadà · Xile \| Steven Diez Nicolás Jarry \| 5 7 \| 4 6 \| \| \| \| 3 \| Canadà · Xile \| Leylah Fernandez / Steven Diez Daniela Seguel / Tomás Barrios Vera \| 7 5 \| 4 6 \| [10] [8] \| \| |                                                                            |                                                                            |            |     |          |  |
| |                                                                            |                                                                            | 1          | 2   | 3        |  |
| 1 | Canadà · Xile                                                              | Leylah Fernandez Daniela Seguel                                            | 6 2        | 6 3 |          |  |
| 2 | Canadà · Xile                                                              | Steven Diez Nicolás Jarry                                                  | 5 7        | 4 6 |          |  |
| 3 | Canadà · Xile                                                              | Leylah Fernandez / Steven Diez Daniela Seguel / Tomás Barrios Vera         | 7 5        | 4 6 | [10] [8] |  |

#### Grècia vs. Xile
| · Grècia · 1 | Ken Rosewall Arena, Sydney, Austràlia 2 de gener de 2024 Dura interior | Ken Rosewall Arena, Sydney, Austràlia 2 de gener de 2024 Dura interior | · Xile · 2 |     |          |  |
| \| \| \| \| 1 \| 2 \| 3 \| \| \| - \| ------------- \| ---------------------------------------------------------------------- \| ---- \| --- \| -------- \| \| \| 1 \| Grècia · Xile \| Maria Sakkari Daniela Seguel \| 6 0 \| 6 1 \| \| \| \| 2 \| Grècia · Xile \| Stefanos Sakellaridis Nicolás Jarry \| 3 6 \| 6 3 \| 5 7 \| \| \| 3 \| Grècia · Xile \| Maria Sakkari / Stéfanos Tsitsipàs Daniela Seguel / Tomás Barrios Vera \| 7 65 \| 3 6 \| [6] [10] \| \| |                                                                        |                                                                        |            |     |          |  |
| |                                                                        |                                                                        | 1          | 2   | 3        |  |
| 1 | Grècia · Xile                                                          | Maria Sakkari Daniela Seguel                                           | 6 0        | 6 1 |          |  |
| 2 | Grècia · Xile                                                          | Stefanos Sakellaridis Nicolás Jarry                                    | 3 6        | 6 3 | 5 7      |  |
| 3 | Grècia · Xile                                                          | Maria Sakkari / Stéfanos Tsitsipàs Daniela Seguel / Tomás Barrios Vera | 7 65       | 3 6 | [6] [10] |  |

#### Grècia vs. Canadà
| · Grècia · 3 | Ken Rosewall Arena, Sydney, Austràlia 3 de gener de 2024 Dura interior | Ken Rosewall Arena, Sydney, Austràlia 3 de gener de 2024 Dura interior     | · Canadà · 0 |     |   |  |
| \| \| \| \| 1 \| 2 \| 3 \| \| \| - \| --------------- \| -------------------------------------------------------------------------- \| ---- \| --- \| - \| \| \| 1 \| Grècia · Canadà \| Stéfanos Tsitsipàs Steven Diez \| 6 2 \| 6 3 \| \| \| \| 2 \| Grècia · Canadà \| Maria Sakkari Leylah Fernandez \| 7 62 \| 6 3 \| \| \| \| 3 \| Grècia · Canadà \| Despina Papamichail / Petros Tsitsipas Stacey Fung / Félix Auger-Aliassime \| 7 5 \| 6 4 \| \| \| |                                                                        |                                                                            |              |     |   |  |
| |                                                                        |                                                                            | 1            | 2   | 3 |  |
| 1 | Grècia · Canadà                                                        | Stéfanos Tsitsipàs Steven Diez                                             | 6 2          | 6 3 |   |  |
| 2 | Grècia · Canadà                                                        | Maria Sakkari Leylah Fernandez                                             | 7 62         | 6 3 |   |  |
| 3 | Grècia · Canadà                                                        | Despina Papamichail / Petros Tsitsipas Stacey Fung / Félix Auger-Aliassime | 7 5          | 6 4 |   |  |

### Grup C

#### Classificació
| CS | País         | Estats Units | Regne Unit | Austràlia | Punts | Partits | Sets  | Pos. |
| 3  | Estats Units |              | 2−1        | 1−2       | 1 − 1 | 3 − 3   | 7 − 7 | 2    |
| 8  | Regne Unit   | 1−2          |            | 2−1       | 1 − 1 | 3 − 3   | 7 − 8 | 3    |
| 15 | Austràlia    | 2−1          | 1−2        |           | 1 − 1 | 3 − 3   | 8 − 7 | 1    |

#### Regne Unit vs. Austràlia
| · Regne Unit · 2 | RAC Arena, Perth, Austràlia 29 de desembre de 2023 Dura interior | RAC Arena, Perth, Austràlia 29 de desembre de 2023 Dura interior | · Austràlia · 1 |      |      |  |
| \| \| \| \| 1 \| 2 \| 3 \| \| \| - \| ---------------------- \| --------------------------------------------------------- \| --- \| ---- \| ---- \| \| \| 1 \| Regne Unit · Austràlia \| Cameron Norrie Alex de Minaur \| 6 4 \| 2 6 \| 7 62 \| \| \| 2 \| Regne Unit · Austràlia \| Katie Boulter Ajla Tomljanović \| 6 2 \| 6 4 \| \| \| \| 3 \| Regne Unit · Austràlia \| Katie Boulter / Neal Skupski Storm Hunter / Matthew Ebden \| 3 6 \| 65 7 \| \| \| |                                                                  |                                                                  |                 |      |      |  |
| |                                                                  |                                                                  | 1               | 2    | 3    |  |
| 1 | Regne Unit · Austràlia                                           | Cameron Norrie Alex de Minaur                                    | 6 4             | 2 6  | 7 62 |  |
| 2 | Regne Unit · Austràlia                                           | Katie Boulter Ajla Tomljanović                                   | 6 2             | 6 4  |      |  |
| 3 | Regne Unit · Austràlia                                           | Katie Boulter / Neal Skupski Storm Hunter / Matthew Ebden        | 3 6             | 65 7 |      |  |

#### Estats Units vs. Regne Unit
| · Estats Units · 2 | RAC Arena, Perth, Austràlia 31 de desembre de 2023 Dura interior | RAC Arena, Perth, Austràlia 31 de desembre de 2023 Dura interior | · Regne Unit · 1 |      |          |  |
| \| \| \| \| 1 \| 2 \| 3 \| \| \| - \| ------------------------- \| ---------------------------------------------------------- \| ---- \| ---- \| -------- \| \| \| 1 \| Estats Units · Regne Unit \| Jessica Pegula Katie Boulter \| 7 5 \| 4 6 \| 4 6 \| \| \| 2 \| Estats Units · Regne Unit \| Taylor Fritz Cameron Norrie \| 7 65 \| 6 4 \| \| \| \| 3 \| Estats Units · Regne Unit \| Jessica Pegula / Taylor Fritz Katie Boulter / Neal Skupski \| 1 6 \| 7 64 \| [10] [7] \| \| |                                                                  |                                                                  |                  |      |          |  |
| |                                                                  |                                                                  | 1                | 2    | 3        |  |
| 1 | Estats Units · Regne Unit                                        | Jessica Pegula Katie Boulter                                     | 7 5              | 4 6  | 4 6      |  |
| 2 | Estats Units · Regne Unit                                        | Taylor Fritz Cameron Norrie                                      | 7 65             | 6 4  |          |  |
| 3 | Estats Units · Regne Unit                                        | Jessica Pegula / Taylor Fritz Katie Boulter / Neal Skupski       | 1 6              | 7 64 | [10] [7] |  |

#### Estats Units vs. Austràlia
| · Estats Units · 1 | RAC Arena, Perth, Austràlia 1 de gener de 2024 Dura interior | RAC Arena, Perth, Austràlia 1 de gener de 2024 Dura interior | · Austràlia · 2 |     |   |  |
| \| \| \| \| 1 \| 2 \| 3 \| \| \| - \| ------------------------ \| -------------------------------------------------------- \| --- \| --- \| - \| \| \| 1 \| Estats Units · Austràlia \| Taylor Fritz Alex de Minaur \| 4 6 \| 2 6 \| \| \| \| 2 \| Estats Units · Austràlia \| Jessica Pegula Ajla Tomljanović \| 7 6 \| 6 3 \| \| \| \| 3 \| Estats Units · Austràlia \| Jessica Pegula / Rajeev Ram Storm Hunter / Matthew Ebden \| 3 6 \| 1 6 \| \| \| |                                                              |                                                              |                 |     |   |  |
| |                                                              |                                                              | 1               | 2   | 3 |  |
| 1 | Estats Units · Austràlia                                     | Taylor Fritz Alex de Minaur                                  | 4 6             | 2 6 |   |  |
| 2 | Estats Units · Austràlia                                     | Jessica Pegula Ajla Tomljanović                              | 7 6             | 6 3 |   |  |
| 3 | Estats Units · Austràlia                                     | Jessica Pegula / Rajeev Ram Storm Hunter / Matthew Ebden     | 3 6             | 1 6 |   |  |

### Grup D

#### Classificació
| CS | País     | França | Itàlia | Alemanya | Punts | Partits | Sets   | Pos. |
| 4  | França   |        | 3−0    | 2−1      | 2 − 0 | 5 − 1   | 11 − 5 | 1    |
| 12 | Itàlia   | 0−3    |        | 1−2      | 0 − 2 | 1 − 5   | 4 − 10 | 3    |
| 16 | Alemanya | 1−2    | 2−1    |          | 1 − 1 | 3 − 3   | 8 − 8  | 2    |

#### Itàlia vs. Alemanya
| · Itàlia · 1 | Ken Rosewall Arena, Sydney, Austràlia 30 de desembre de 2023 Dura interior | Ken Rosewall Arena, Sydney, Austràlia 30 de desembre de 2023 Dura interior | · Alemanya · 2 |     |     |  |
| \| \| \| \| 1 \| 2 \| 3 \| \| \| - \| ----------------- \| ----------------------------------------------------------------------- \| ---- \| --- \| --- \| \| \| 1 \| Itàlia · Alemanya \| Jasmine Paolini Angelique Kerber \| 6 4 \| 7 5 \| \| \| \| 2 \| Itàlia · Alemanya \| Lorenzo Sonego Alexander Zverev \| 7 65 \| 3 6 \| 4 6 \| \| \| 3 \| Itàlia · Alemanya \| Angelica Moratelli / Lorenzo Sonego Angelique Kerber / Alexander Zverev \| 3 6 \| 0 6 \| \| \| |                                                                            |                                                                            |                |     |     |  |
| |                                                                            |                                                                            | 1              | 2   | 3   |  |
| 1 | Itàlia · Alemanya                                                          | Jasmine Paolini Angelique Kerber                                           | 6 4            | 7 5 |     |  |
| 2 | Itàlia · Alemanya                                                          | Lorenzo Sonego Alexander Zverev                                            | 7 65           | 3 6 | 4 6 |  |
| 3 | Itàlia · Alemanya                                                          | Angelica Moratelli / Lorenzo Sonego Angelique Kerber / Alexander Zverev    | 3 6            | 0 6 |     |  |

#### França vs. Alemanya
| · França · 2 | Ken Rosewall Arena, Sydney, Austràlia 1 de gener de 2024 Dura interior | Ken Rosewall Arena, Sydney, Austràlia 1 de gener de 2024 Dura interior       | · Alemanya · 1 |     |           |  |
| \| \| \| \| 1 \| 2 \| 3 \| \| \| - \| ----------------- \| ---------------------------------------------------------------------------- \| ---- \| --- \| --------- \| \| \| 1 \| França · Alemanya \| Adrian Mannarino Alexander Zverev \| 6 4 \| 4 6 \| 3 6 \| \| \| 2 \| França · Alemanya \| Caroline Garcia Angelique Kerber \| 1 6 \| 6 2 \| 6 2 \| \| \| 3 \| França · Alemanya \| Caroline Garcia / Édouard Roger-Vasselin Angelique Kerber / Alexander Zverev \| 7 64 \| 2 6 \| [12] [10] \| \| |                                                                        |                                                                              |                |     |           |  |
| |                                                                        |                                                                              | 1              | 2   | 3         |  |
| 1 | França · Alemanya                                                      | Adrian Mannarino Alexander Zverev                                            | 6 4            | 4 6 | 3 6       |  |
| 2 | França · Alemanya                                                      | Caroline Garcia Angelique Kerber                                             | 1 6            | 6 2 | 6 2       |  |
| 3 | França · Alemanya                                                      | Caroline Garcia / Édouard Roger-Vasselin Angelique Kerber / Alexander Zverev | 7 64           | 2 6 | [12] [10] |  |

#### França vs. Itàlia
| · França · 3 | Ken Rosewall Arena, Sydney, Austràlia 3 de gener de 2024 Dura interior | Ken Rosewall Arena, Sydney, Austràlia 3 de gener de 2024 Dura interior      | · Itàlia · 0 |     |     |  |
| \| \| \| \| 1 \| 2 \| 3 \| \| \| - \| --------------- \| --------------------------------------------------------------------------- \| ---- \| --- \| --- \| \| \| 1 \| França · Itàlia \| Adrian Mannarino Lorenzo Sonego \| 6 4 \| 6 4 \| \| \| \| 2 \| França · Itàlia \| Caroline Garcia Jasmine Paolini \| 6 4 \| 5 7 \| 6 4 \| \| \| 3 \| França · Itàlia \| Elixane Lechemia / Édouard Roger-Vasselin Nuria Brancaccio / Flavio Cobolli \| 7 65 \| 6 4 \| \| \| |                                                                        |                                                                             |              |     |     |  |
| |                                                                        |                                                                             | 1            | 2   | 3   |  |
| 1 | França · Itàlia                                                        | Adrian Mannarino Lorenzo Sonego                                             | 6 4          | 6 4 |     |  |
| 2 | França · Itàlia                                                        | Caroline Garcia Jasmine Paolini                                             | 6 4          | 5 7 | 6 4 |  |
| 3 | França · Itàlia                                                        | Elixane Lechemia / Édouard Roger-Vasselin Nuria Brancaccio / Flavio Cobolli | 7 65         | 6 4 |     |  |

### Grup E

#### Classificació
| CS | País            | Txèquia | R.P. de la Xina | Sèrbia | Punts | Partits | Sets  | Pos. |
| 5  | Txèquia         |         | 0−3             | 1−2    | 0 − 2 | 1 − 5   | 0 − 0 | 3    |
| 9  | R.P. de la Xina | 3−0     |                 | 1−2    | 1 − 1 | 4 − 2   | 9 − 6 | 2    |
| 13 | Sèrbia          | 2−1     | 2−1             |        | 2 − 0 | 4 − 2   | 9 − 7 | 1    |

#### Txèquia vs. Xina
| · Txèquia · 0 | RAC Arena, Perth, Austràlia 30 de desembre de 2023 Dura interior | RAC Arena, Perth, Austràlia 30 de desembre de 2023 Dura interior | · Xina · 3 |     |     |  |
| \| \| \| \| 1 \| 2 \| 3 \| \| \| - \| -------------- \| --------------------------------------------------------------- \| --- \| --- \| --- \| \| \| 1 \| Txèquia · Xina \| Jiří Lehečka Zhang Zhizhen \| 7 5 \| 3 6 \| 4 6 \| \| \| 2 \| Txèquia · Xina \| Markéta Vondroušová Zheng Qinwen \| 1 6 \| 6 2 \| 1 6 \| \| \| 3 \| Txèquia · Xina \| Markéta Vondroušová / Jiří Lehečka Zheng Qinwen / Zhang Zhizhen \| 1 6 \| 2 6 \| \| \| |                                                                  |                                                                  |            |     |     |  |
| |                                                                  |                                                                  | 1          | 2   | 3   |  |
| 1 | Txèquia · Xina                                                   | Jiří Lehečka Zhang Zhizhen                                       | 7 5        | 3 6 | 4 6 |  |
| 2 | Txèquia · Xina                                                   | Markéta Vondroušová Zheng Qinwen                                 | 1 6        | 6 2 | 1 6 |  |
| 3 | Txèquia · Xina                                                   | Markéta Vondroušová / Jiří Lehečka Zheng Qinwen / Zhang Zhizhen  | 1 6        | 2 6 |     |  |

#### Sèrbia vs. Xina
| · Xina · 1 | RAC Arena, Perth, Austràlia 31 de desembre de 2023 Dura interior | RAC Arena, Perth, Austràlia 31 de desembre de 2023 Dura interior | · Sèrbia · 2 |     |          |  |
| \| \| \| \| 1 \| 2 \| 3 \| \| \| - \| ------------- \| ----------------------------------------------------------- \| --- \| --- \| -------- \| \| \| 1 \| Xina · Sèrbia \| Zhang Zhizhen Novak Đoković \| 3 6 \| 2 6 \| \| \| \| 2 \| Xina · Sèrbia \| Zheng Qinwen Olga Danilović \| 6 4 \| 6 2 \| \| \| \| 3 \| Xina · Sèrbia \| Zheng Qinwen / Zhang Zhizhen Olga Danilović / Novak Đoković \| 4 6 \| 6 1 \| [6] [10] \| \| |                                                                  |                                                                  |              |     |          |  |
| |                                                                  |                                                                  | 1            | 2   | 3        |  |
| 1 | Xina · Sèrbia                                                    | Zhang Zhizhen Novak Đoković                                      | 3 6          | 2 6 |          |  |
| 2 | Xina · Sèrbia                                                    | Zheng Qinwen Olga Danilović                                      | 6 4          | 6 2 |          |  |
| 3 | Xina · Sèrbia                                                    | Zheng Qinwen / Zhang Zhizhen Olga Danilović / Novak Đoković      | 4 6          | 6 1 | [6] [10] |  |

#### Txèquia vs. Sèrbia
| · Txèquia · 1 | RAC Arena, Perth, Austràlia 2 de gener de 2024 Dura interior | RAC Arena, Perth, Austràlia 2 de gener de 2024 Dura interior       | · Sèrbia · 2 |      |          |  |
| \| \| \| \| 1 \| 2 \| 3 \| \| \| - \| ---------------- \| ------------------------------------------------------------------ \| --- \| ---- \| -------- \| \| \| 1 \| Txèquia · Sèrbia \| Markéta Vondroušová Olga Danilović \| 6 1 \| 3 6 \| 6 3 \| \| \| 2 \| Txèquia · Sèrbia \| Jiří Lehečka Novak Đoković \| 1 6 \| 7 63 \| 1 6 \| \| \| 3 \| Txèquia · Sèrbia \| Miriam Kolodziejová / Petr Nouza Olga Danilović / Hamad Medjedovic \| 6 4 \| 62 7 \| [8] [10] \| \| |                                                              |                                                                    |              |      |          |  |
| |                                                              |                                                                    | 1            | 2    | 3        |  |
| 1 | Txèquia · Sèrbia                                             | Markéta Vondroušová Olga Danilović                                 | 6 1          | 3 6  | 6 3      |  |
| 2 | Txèquia · Sèrbia                                             | Jiří Lehečka Novak Đoković                                         | 1 6          | 7 63 | 1 6      |  |
| 3 | Txèquia · Sèrbia                                             | Miriam Kolodziejová / Petr Nouza Olga Danilović / Hamad Medjedovic | 6 4          | 62 7 | [8] [10] |  |

### Grup F

#### Classificació
| CS | País          | Croàcia | Països Baixos | Noruega | Punts | Partits | Sets | Jocs  | Pos. |
| 6  | Croàcia       |         | 2−1           | 1−2     | 1−1   | 3−3     | 8−8  | 67−68 | 2    |
| 10 | Països Baixos | 1−2     |               | 2−1     | 1−1   | 3−3     | 7−7  | 66−68 | 3    |
| 14 | Noruega       | 2−1     | 1−2           |         | 1−1   | 3−3     | 8−8  | 66−63 | 1    |

#### Països Baixos vs. Noruega
| · Països Baixos · 2 | Ken Rosewall Arena, Sydney, Austràlia 30 de desembre de 2023 Dura interior | Ken Rosewall Arena, Sydney, Austràlia 30 de desembre de 2023 Dura interior | · Noruega · 1 |     |   |  |
| \| \| \| \| 1 \| 2 \| 3 \| \| \| - \| ----------------------- \| ---------------------------------------------------------- \| ---- \| --- \| - \| \| \| 1 \| Països Baixos · Noruega \| Arantxa Rus Malene Helgø \| 7 64 \| 6 1 \| \| \| \| 2 \| Països Baixos · Noruega \| Tallon Griekspoor Casper Ruud \| 3 6 \| 4 6 \| \| \| \| 3 \| Països Baixos · Noruega \| Demi Schuurs / Wesley Koolhof Ulrikke Eikeri / Casper Ruud \| 7 65 \| 7 5 \| \| \| |                                                                            |                                                                            |               |     |   |  |
| |                                                                            |                                                                            | 1             | 2   | 3 |  |
| 1 | Països Baixos · Noruega                                                    | Arantxa Rus Malene Helgø                                                   | 7 64          | 6 1 |   |  |
| 2 | Països Baixos · Noruega                                                    | Tallon Griekspoor Casper Ruud                                              | 3 6           | 4 6 |   |  |
| 3 | Països Baixos · Noruega                                                    | Demi Schuurs / Wesley Koolhof Ulrikke Eikeri / Casper Ruud                 | 7 65          | 7 5 |   |  |

#### Croàcia vs. Noruega
| · Croàcia · 1 | Ken Rosewall Arena, Sydney, Austràlia 1 de gener de 2024 Dura interior | Ken Rosewall Arena, Sydney, Austràlia 1 de gener de 2024 Dura interior | · Noruega · 2 |     |          |  |
| \| \| \| \| 1 \| 2 \| 3 \| \| \| - \| ----------------- \| ----------------------------------------------------- \| --- \| --- \| -------- \| \| \| 1 \| Croàcia · Noruega \| Donna Vekić Malene Helgø \| 7 5 \| 3 6 \| 6 3 \| \| \| 2 \| Croàcia · Noruega \| Borna Ćorić Casper Ruud \| 4 6 \| 1 6 \| \| \| \| 3 \| Croàcia · Noruega \| Donna Vekić / Ivan Dodig Ulrikke Eikeri / Casper Ruud \| 2 6 \| 6 3 \| [7] [10] \| \| |                                                                        |                                                                        |               |     |          |  |
| |                                                                        |                                                                        | 1             | 2   | 3        |  |
| 1 | Croàcia · Noruega                                                      | Donna Vekić Malene Helgø                                               | 7 5           | 3 6 | 6 3      |  |
| 2 | Croàcia · Noruega                                                      | Borna Ćorić Casper Ruud                                                | 4 6           | 1 6 |          |  |
| 3 | Croàcia · Noruega                                                      | Donna Vekić / Ivan Dodig Ulrikke Eikeri / Casper Ruud                  | 2 6           | 6 3 | [7] [10] |  |

#### Croàcia vs. Països Baixos
| · Croàcia · 2 | Ken Rosewall Arena, Sydney, Austràlia 2 de gener de 2024 Dura interior | Ken Rosewall Arena, Sydney, Austràlia 2 de gener de 2024 Dura interior | · Països Baixos · 1 |     |           |  |
| \| \| \| \| 1 \| 2 \| 3 \| \| \| - \| ----------------------- \| ------------------------------------------------------ \| ---- \| --- \| --------- \| \| \| 1 \| Croàcia · Països Baixos \| Borna Ćorić Tallon Griekspoor \| 7 64 \| 6 4 \| \| \| \| 2 \| Croàcia · Països Baixos \| Donna Vekić Arantxa Rus \| 6 2 \| 3 6 \| 6 1 \| \| \| 3 \| Croàcia · Països Baixos \| Donna Vekić / Ivan Dodig Demi Schuurs / Wesley Koolhof \| 7 63 \| 3 6 \| [12] [14] \| \| |                                                                        |                                                                        |                     |     |           |  |
| |                                                                        |                                                                        | 1                   | 2   | 3         |  |
| 1 | Croàcia · Països Baixos                                                | Borna Ćorić Tallon Griekspoor                                          | 7 64                | 6 4 |           |  |
| 2 | Croàcia · Països Baixos                                                | Donna Vekić Arantxa Rus                                                | 6 2                 | 3 6 | 6 1       |  |
| 3 | Croàcia · Països Baixos                                                | Donna Vekić / Ivan Dodig Demi Schuurs / Wesley Koolhof                 | 7 63                | 3 6 | [12] [14] |  |

### Classificació segons classificats
Perth
| CS | Grup | País            | Punts | Partits | Sets  | Jocs    | Pos. |
| -- | ---- | --------------- | ----- | ------- | ----- | ------- | ---- |
| 11 | A    | Espanya         | 1 − 1 | 3 − 3   | 6 − 7 | 51 − 63 | 3    |
| 3  | C    | Estats Units    | 1 − 1 | 3 − 3   | 7 − 7 | 60 − 72 | 2    |
| 9  | E    | R.P. de la Xina | 1 − 1 | 4 − 2   | 9 − 6 | 70 − 51 | 1    |

Sydney
| CS | Grup | País     | Punts | Partits | Sets  | Jocs    | Pos. |
| -- | ---- | -------- | ----- | ------- | ----- | ------- | ---- |
| 18 | B    | Xile     | 1 − 1 | 3 − 3   | 7 − 8 | 59 − 69 | 3    |
| 16 | D    | Alemanya | 1 − 1 | 3 − 3   | 8 − 8 | 77 − 66 | 1    |
| 6  | F    | Croàcia  | 1 − 1 | 3 − 3   | 8 − 8 | 67 − 68 | 2    |

## Fase final

### Quadre
|  | Quarts de final     | Quarts de final     | Quarts de final |                     |           | Semifinals | Semifinals          | Semifinals |  |   | Final   | Final | Final |
|  |                     |                     |                 |                     |           |            |                     |            |  |   |         |       |       |
|  | 3 de gener – Perth  |                     |                 |                     |           |            |                     |            |  |   |         |       |       |
|  | 1                   | Polònia             | 3               |                     |           |            |                     |            |  |   |         |       |       |
|  | 1                   | Polònia             | 3               | 6 de gener – Sydney |           |            |                     |            |  |   |         |       |       |
|  | 9                   | R.P. de la Xina     | 0               |                     |           |            |                     |            |  |   |         |       |       |
|  | 9                   | R.P. de la Xina     | 0               |                     | 1         | Polònia    | 3                   |            |  |   |         |       |       |
|  | 4 de gener – Sydney |                     |                 |                     | 1         | Polònia    | 3                   |            |  |   |         |       |       |
|  |                     | 4                   | França          | 0                   |           |            |                     |            |  |   |         |       |       |
|  | 4                   | 4                   | França          | 0                   | França    | 2          |                     |            |  |   |         |       |       |
|  | 4                   |                     |                 |                     | França    | 2          | 7 de gener – Sydney |            |  |   |         |       |       |
|  | 14                  | Noruega             | 1               |                     |           |            |                     |            |  |   |         |       |       |
|  | 14                  | Noruega             | 1               |                     |           |            |                     |            |  | 1 | Polònia | 1     |       |
|  | 3 de gener – Perth  |                     |                 |                     |           |            |                     |            |  | 1 | Polònia | 1     |       |
|  |                     | 16                  | Alemanya        | 2                   |           |            |                     |            |  |   |         |       |       |
|  | 15                  | 16                  | Alemanya        | 2                   | Austràlia | 3          |                     |            |  |   |         |       |       |
|  | 15                  | 6 de gener – Sydney |                 |                     | Austràlia | 3          |                     |            |  |   |         |       |       |
|  | 13                  | Sèrbia              | 0               |                     |           |            |                     |            |  |   |         |       |       |
|  | 13                  | Sèrbia              | 0               |                     | 15        | Austràlia  | 1                   |            |  |   |         |       |       |
|  | 5 de gener – Sydney |                     |                 |                     | 15        | Austràlia  | 1                   |            |  |   |         |       |       |
|  |                     | 16                  | Alemanya        | 2                   |           |            |                     |            |  |   |         |       |       |
|  | 2                   | 16                  | Alemanya        | 2                   | Grècia    | 1          |                     |            |  |   |         |       |       |
|  | 2                   |                     |                 |                     | Grècia    | 1          |                     |            |  |   |         |       |       |
|  | 16                  | Alemanya            | 2               |                     |           |            |                     |            |  |   |         |       |       |

### Quarts de final

#### Polònia vs. Xina
| · Polònia · 3 | RAC Arena, Perth, Austràlia 3 de gener de 2024 Dura interior | RAC Arena, Perth, Austràlia 3 de gener de 2024 Dura interior | · Xina · 0 |     |          |  |
| \| \| \| \| 1 \| 2 \| 3 \| \| \| - \| -------------- \| ------------------------------------------------------- \| --- \| --- \| -------- \| \| \| 1 \| Polònia · Xina \| Hubert Hurkacz Zhang Zhizhen \| 6 3 \| 6 4 \| \| \| \| 2 \| Polònia · Xina \| Iga Świątek Zheng Qinwen \| 6 2 \| 6 3 \| \| \| \| 3 \| Polònia · Xina \| Katarzyna Piter / Jan Zieliński You Xiaodi / Sun Fajing \| 6 3 \| 5 7 \| [10] [7] \| \| |                                                              |                                                              |            |     |          |  |
| |                                                              |                                                              | 1          | 2   | 3        |  |
| 1 | Polònia · Xina                                               | Hubert Hurkacz Zhang Zhizhen                                 | 6 3        | 6 4 |          |  |
| 2 | Polònia · Xina                                               | Iga Świątek Zheng Qinwen                                     | 6 2        | 6 3 |          |  |
| 3 | Polònia · Xina                                               | Katarzyna Piter / Jan Zieliński You Xiaodi / Sun Fajing      | 6 3        | 5 7 | [10] [7] |  |

#### França vs. Noruega
| · França · 2 | Ken Rosewall Arena, Sydney, Austràlia 4 de gener de 2024 Dura interior | Ken Rosewall Arena, Sydney, Austràlia 4 de gener de 2024 Dura interior | · Noruega · 1 |     |      |  |
| \| \| \| \| 1 \| 2 \| 3 \| \| \| - \| ---------------- \| --------------------------------------------------------------------- \| --- \| --- \| ---- \| \| \| 1 \| França · Noruega \| Caroline Garcia Malene Helgø \| 6 2 \| 6 7 \| 7 65 \| \| \| 2 \| França · Noruega \| Adrian Mannarino Casper Ruud \| 1 6 \| 4 6 \| \| \| \| 3 \| França · Noruega \| Caroline Garcia / Édouard Roger-Vasselin Ulrikke Eikeri / Casper Ruud \| 7 5 \| 6 4 \| \| \| |                                                                        |                                                                        |               |     |      |  |
| |                                                                        |                                                                        | 1             | 2   | 3    |  |
| 1 | França · Noruega                                                       | Caroline Garcia Malene Helgø                                           | 6 2           | 6 7 | 7 65 |  |
| 2 | França · Noruega                                                       | Adrian Mannarino Casper Ruud                                           | 1 6           | 4 6 |      |  |
| 3 | França · Noruega                                                       | Caroline Garcia / Édouard Roger-Vasselin Ulrikke Eikeri / Casper Ruud  | 7 5           | 6 4 |      |  |

#### Austràlia vs. Sèrbia
| · Austràlia · 3 | RAC Arena, Perth, Austràlia 3 de gener de 2024 Dura interior | RAC Arena, Perth, Austràlia 3 de gener de 2024 Dura interior | · Sèrbia · 0 |     |   |  |
| \| \| \| \| 1 \| 2 \| 3 \| \| \| - \| ------------------ \| ------------------------------------------------------------ \| --- \| --- \| - \| \| \| 1 \| Austràlia · Sèrbia \| Alex de Minaur Novak Đoković \| 6 4 \| 6 4 \| \| \| \| 2 \| Austràlia · Sèrbia \| Ajla Tomljanović Natalija Stevanović \| 6 1 \| 6 1 \| \| \| \| 3 \| Austràlia · Sèrbia \| Storm Hunter / Matthew Ebden Dejana Radanović / Nikola Ćaćić \| 6 3 \| 6 3 \| \| \| |                                                              |                                                              |              |     |   |  |
| |                                                              |                                                              | 1            | 2   | 3 |  |
| 1 | Austràlia · Sèrbia                                           | Alex de Minaur Novak Đoković                                 | 6 4          | 6 4 |   |  |
| 2 | Austràlia · Sèrbia                                           | Ajla Tomljanović Natalija Stevanović                         | 6 1          | 6 1 |   |  |
| 3 | Austràlia · Sèrbia                                           | Storm Hunter / Matthew Ebden Dejana Radanović / Nikola Ćaćić | 6 3          | 6 3 |   |  |

#### Grècia vs. Alemanya
| · Grècia · 1 | Ken Rosewall Arena, Sydney, Austràlia 5 de gener de 2024 Dura interior | Ken Rosewall Arena, Sydney, Austràlia 5 de gener de 2024 Dura interior | · Alemanya · 2 |     |   |  |
| \| \| \| \| 1 \| 2 \| 3 \| \| \| - \| ----------------- \| ------------------------------------------------------------------- \| --- \| --- \| - \| \| \| 1 \| Grècia · Alemanya \| Maria Sakkari Angelique Kerber \| 6 0 \| 6 3 \| \| \| \| 2 \| Grècia · Alemanya \| Stéfanos Tsitsipàs Alexander Zverev \| 4 6 \| 4 6 \| \| \| \| 3 \| Grècia · Alemanya \| Maria Sakkari / Petros Tsitsipas Laura Siegemund / Alexander Zverev \| 3 6 \| 3 6 \| \| \| |                                                                        |                                                                        |                |     |   |  |
| |                                                                        |                                                                        | 1              | 2   | 3 |  |
| 1 | Grècia · Alemanya                                                      | Maria Sakkari Angelique Kerber                                         | 6 0            | 6 3 |   |  |
| 2 | Grècia · Alemanya                                                      | Stéfanos Tsitsipàs Alexander Zverev                                    | 4 6            | 4 6 |   |  |
| 3 | Grècia · Alemanya                                                      | Maria Sakkari / Petros Tsitsipas Laura Siegemund / Alexander Zverev    | 3 6            | 3 6 |   |  |

### Semifinals

#### Polònia vs. França
| · Polònia · 3 | Ken Rosewall Arena, Sydney, Austràlia 6 de gener de 2024 Dura interior | Ken Rosewall Arena, Sydney, Austràlia 6 de gener de 2024 Dura interior    | · França · 0 |     |     |  |
| \| \| \| \| 1 \| 2 \| 3 \| \| \| - \| ---------------- \| ------------------------------------------------------------------------- \| --- \| --- \| --- \| \| \| 1 \| Polònia · França \| Hubert Hurkacz Adrian Mannarino \| 6 3 \| 6 5 \| \| \| \| 2 \| Polònia · França \| Iga Świątek Caroline Garcia \| 4 6 \| 6 1 \| 6 1 \| \| \| 3 \| Polònia · França \| Katarzyna Piter / Jan Zieliński Elixane Lechemia / Édouard Roger-Vasselin \| 6 3 \| 6 3 \| \| \| |                                                                        |                                                                           |              |     |     |  |
| |                                                                        |                                                                           | 1            | 2   | 3   |  |
| 1 | Polònia · França                                                       | Hubert Hurkacz Adrian Mannarino                                           | 6 3          | 6 5 |     |  |
| 2 | Polònia · França                                                       | Iga Świątek Caroline Garcia                                               | 4 6          | 6 1 | 6 1 |  |
| 3 | Polònia · França                                                       | Katarzyna Piter / Jan Zieliński Elixane Lechemia / Édouard Roger-Vasselin | 6 3          | 6 3 |     |  |

#### Austràlia vs. Alemanya
| · Austràlia · 1 | Ken Rosewall Arena, Sydney, Austràlia 6 de gener de 2024 Dura interior | Ken Rosewall Arena, Sydney, Austràlia 6 de gener de 2024 Dura interior | · Alemanya · 2 |      |           |  |
| \| \| \| \| 1 \| 2 \| 3 \| \| \| - \| -------------------- \| --------------------------------------------------------------- \| ---- \| ---- \| --------- \| \| \| 1 \| Austràlia · Alemanya \| Ajla Tomljanović Angelique Kerber \| 6 4 \| 2 6 \| 67 \| \| \| 2 \| Austràlia · Alemanya \| Alex de Minaur Alexander Zverev \| 5 7 \| 6 3 \| 6 4 \| \| \| 3 \| Austràlia · Alemanya \| Storm Hunter / Matthew Ebden Laura Siegemund / Alexander Zverev \| 62 7 \| 7 62 \| [13] [15] \| \| |                                                                        |                                                                        |                |      |           |  |
| |                                                                        |                                                                        | 1              | 2    | 3         |  |
| 1 | Austràlia · Alemanya                                                   | Ajla Tomljanović Angelique Kerber                                      | 6 4            | 2 6  | 67        |  |
| 2 | Austràlia · Alemanya                                                   | Alex de Minaur Alexander Zverev                                        | 5 7            | 6 3  | 6 4       |  |
| 3 | Austràlia · Alemanya                                                   | Storm Hunter / Matthew Ebden Laura Siegemund / Alexander Zverev        | 62 7           | 7 62 | [13] [15] |  |

### Final
| · Polònia · 1 | Ken Rosewall Arena, Sydney, Austràlia 7 de gener de 2024 Dura interior | Ken Rosewall Arena, Sydney, Austràlia 7 de gener de 2024 Dura interior | · Alemanya · 2 |     |          |  |
| \| \| \| \| 1 \| 2 \| 3 \| \| \| - \| ------------------ \| --------------------------------------------------------------- \| ---- \| --- \| -------- \| \| \| 1 \| Polònia · Alemanya \| Iga Świątek Angelique Kerber \| 6 3 \| 6 0 \| \| \| \| 2 \| Polònia · Alemanya \| Hubert Hurkacz Alexander Zverev \| 7 63 \| 6 7 \| 4 6 \| \| \| 3 \| Polònia · Alemanya \| Iga Świątek / Hubert Hurkacz Laura Siegemund / Alexander Zverev \| 4 6 \| 7 5 \| [4] [10] \| \| |                                                                        |                                                                        |                |     |          |  |
| |                                                                        |                                                                        | 1              | 2   | 3        |  |
| 1 | Polònia · Alemanya                                                     | Iga Świątek Angelique Kerber                                           | 6 3            | 6 0 |          |  |
| 2 | Polònia · Alemanya                                                     | Hubert Hurkacz Alexander Zverev                                        | 7 63           | 6 7 | 4 6      |  |
| 3 | Polònia · Alemanya                                                     | Iga Świątek / Hubert Hurkacz Laura Siegemund / Alexander Zverev        | 4 6            | 7 5 | [4] [10] |  |

## Distribució de punts
| Ronda        | Punts per victòria segons rànquing oponent | Punts per victòria segons rànquing oponent | Punts per victòria segons rànquing oponent | Punts per victòria segons rànquing oponent | Punts per victòria segons rànquing oponent | Punts per victòria segons rànquing oponent | Punts per victòria segons rànquing oponent |
| Ronda        | Núm. 1–10                                  | Núm. 11–20                                 | Núm. 21–30                                 | Núm. 31–50                                 | Núm. 51–100                                | Núm. 101–250                               | Núm. 251+                                  |
| ------------ | ------------------------------------------ | ------------------------------------------ | ------------------------------------------ | ------------------------------------------ | ------------------------------------------ | ------------------------------------------ | ------------------------------------------ |
| Final        | 180                                        | 140                                        | 120                                        | 90                                         | 60                                         | 40                                         | 35                                         |
| Semifinals   | 130                                        | 105                                        | 90                                         | 60                                         | 40                                         | 35                                         | 25                                         |
| Final ciutat | 80                                         | 65                                         | 55                                         | 40                                         | 35                                         | 25                                         | 20                                         |
| Fase grups   | 55                                         | 45                                         | 40                                         | 35                                         | 25                                         | 20                                         | 15                                         |

- Màxim 500 punts.[7]